# Награды Буркина-Фасо
Наградная система Буркина-Фасо (до 1984 года — Верхняя Вольта) начала складываться ещё до обретения страной полной государственной независимости в 1960 году. Образцом и примером, как и во многих других бывших французских колониях, послужила наградная система Франции.
Условно историю наградной системы Буркина-Фасо можно разделить на три периода:
а) Награды Верхней Вольты (1959—1984)
б) Революционные награды (1985—1987)
в) Современные награды Буркина-Фасо (с 1993)

## Награды Верхней Вольты
Первая награда Верхней Вольты появилась в 1959 году, в первую годовщину провозглашения Республики Верхняя Вольта. Ею стал орден Заслуг Верхней Вольты (фр. l’Ordre du mérite voltaïque), учреждённый 10 декабря 1959 года. Орден состоял из трёх степеней и предназначался для вознаграждения достижений в различных сферах деятельности.
29 июня 1961 года был учреждён Национальный орден Верхней Вольты (фр. l’Ordre national voltaïque), ставший высшей наградой обретшей независимость республики. Орден состоял из 5 степеней и давался за исключительные заслуги перед нацией. В организационном плане для нового ордена образцом послужил орден Почётного легиона, однако, в отличие от других бывших колоний Франции, зачастую избиравших для оформления своих наград форму знака ордена Почётного легиона и других французских орденов, Национальный орден Верхней Вольты имел свой уникальный внешний вид.
Одновременно с Национальным орденом была учреждена Военная медаль (фр. la Médaille militaire), для награждения военнослужащих за долгую и усердную службу.

## Революционные награды
В 1983 году к власти в стране пришёл Томас Санкара, взявший курс на социальные реформы («Демократическая и Народная Революция», фр. la Révolution Démocratique et Populaire) и сближение с социалистическим лагерем. Страна была переименована в Буркина-Фасо, были изменены государственные символы — герб и флаг. Постановлением от 14 марта 1985 года все награды Верхней Вольты упразднялись. Были учреждены новые награды: 
- Орден Золотой звезды Нахури (фр. l’Ordre de l'étoile d’or du Nahouri)
- Орден Факела Революции (фр. l’Ordre du flambeau de la Révolution)
- Орден Красной звезды Сопротивления 17 мая (фр. l’Ordre de l'étoile rouge de la Résistance du 17 mai)
- Орден Трудовых заслуг ДНР[1] (фр. l’Ordre du mérite du travail de la R.D.P)
- Крест Воинской доблести (фр. la Croix de la valeur militaire)

Примером для новых наград послужила наградная система Советского Союза. В том числе для их ношения вводилась традиционная для СССР и других социалистических стран пятиугольная колодка, взамен колодки французского образца.
Новая система наград просуществовала всего несколько лет и была упразднена вскоре после свержения Санкары.

## Современные награды Буркина-Фасо
После свержения в 1987 году Томаса Санкары некоторое время новое правительство страны не учреждало своих наград.
Только в 1993 году началось формирование современной наградной системы Буркина-Фасо. В организационном плане примером для неё вновь послужила наградная система Франции, причём дореформенного образца, когда во Франции существовало множество ведомственных орденов заслуг.
Декретом от 6 августа 1993 года учреждались два новых ордена, оба в 5 степенях: Национальный орден Буркина-Фасо (фр. l’Ordre national) и орден Заслуг Буркина-Фасо (фр. l’Ordre du mérite burkinabè). При этом декларировалась преемственность от прежде существовавших орденов. Так, награждённые Национальным орденом Верхней Вольты, орденом Золотой звезды Нахури и орденом Факела Революции объявлялись кавалерами Национального ордена Буркина-Фасо соответствующих степеней, а награждённые орденом Заслуг Верхней Вольты и орденом Трудовых заслуг ДНР объявлялись кавалерами ордена Заслуг Буркина-Фасо соответствующих степеней. При этим разрешалось носить знаки прежних орденов, но при награждении высшей степенью соответствующего нового ордена прежние знаки снимать.
Знак ордена Красной звезды Сопротивления, не ассоциированного с новыми орденами, также разрешено было носить.
В тот же день, 6 августа 1993 года, была воссоздана Военная медаль (фр. la Médaille militaire). Через 3 года была учреждена Почётная военная медаль (фр. la Médaille d’honneur militaire), ставшая более высокой степенью отличия, чем Военная медаль.
Для отличия военных чинов, участвовавших в международных военных операциях была учреждена Памятная медаль «За кампанию» (фр. la Médaille commémorative).
В последующие годы практически каждое министерство Буркина-Фасо обзавелось своим ведомственным орденом (каждый в трёх степенях) или почётной медалью.
В ходе реформирования национальной наградной системы в 2017 году Национальный орден был переименован в орден Жеребца (фр. l’Ordre de l’Etalon), в честь одного из национальных символов. Также было анонсировано создание ещё нескольких ведомственных орденов.
На 2020 год в Буркина-Фасо существуют 2 национальных и 8 ведомственных орденов, а 2 ведомственных ордена находятся в стадии учреждения. Для некоторых из них введены прямоугольные металлические планки на ленту, на которых указывается конкретная сфера деятельности, за заслуги в которой произведено награждение.

## Действующие награды Буркина-Фасо
| Лента | Награда | Дата учреждения      |
| ----- | --- | -------------------- |
|       | Орден Жеребца (фр. l’Ordre de l’Etalon) до 2017 — Национальный орден Буркина-Фасо (фр. l’Ordre national)                                                                        | 6 августа 1993 года  |
|       | Почётная военная медаль (фр. la Médaille d’honneur militaire) | 19 декабря 1996 года |
|       | Военная медаль (фр. la Médaille militaire) | 6 августа 1993 года  |
|       | Орден Заслуг Буркина-Фасо (фр. l’Ordre du mérite burkinabè) | 6 августа 1993 года  |
|       | Орден Заслуг в развитии сельских регионов (фр. l’Ordre du mérite du développement rural)                                                                                        | 19 декабря 1996 года |
|       | Орден Академических пальм (фр. l’Ordre des palmes académiques) | 8 июля 1998 года     |
|       | Орден Заслуг в делах молодёжи и спорте (фр. l’Ordre du mérite de la jeunesse et des sports)                                                                                     | 8 июля 1998 года     |
|       | Орден Заслуг в искусстве, литературе и коммуникациях (фр. l’Ordre du mérite des arts des lettres et de la communication)                                                        | 8 июля 1998 года     |
|       | Орден Заслуг в торговле и промышленности (фр. l’Ordre du mérite du commerce et de l’industrie)                                                                                  | 12 декабря 2003 года |
|       | Орден Заслуг в экономике и финансах (фр. l’Ordre du mérite de l’économie et des finances)                                                                                       |                      |
|       | Орден Заслуг в здравоохранении и общественной деятельности (фр. l’Ordre du mérite de la santé et de l’action sociale)                                                           | 30 октября 2006 года |
|       | Орден Заслуг в правосудии и правах человека (фр. l’Ordre du mérite de la justice et des droits humains)                                                                         |                      |
|       | Орден Заслуг в сфере транспорта, инфраструктуры, градостроительства и мест обитания (фр. l’Ordre du mérite des transports, des infrastructures, de l’urbanisme et de l’habitat) | в процессе создания  |
|       | Орден Заслуг в административной и трудовой деятельности (фр. l’Ordre du mérite de l’administration et du travail)                                                               | в процессе создания  |
|       | Почётная медаль Таможенной службы (фр. la Médaille d’honneur des douanes) | 1 октября 1999 года  |
|       | Почётная медаль Полиции (фр. la Médaille d’honneur de la police) | 1999 год             |
|       | Почётная медаль Водных и лесных ресурсов (фр. la Médaille d’honneur des eaux et forêts)                                                                                         | 1999 год             |
|       | Почётная медаль Тюремной стражи (фр. la Médaille d’honneur de la sécurité pénitentiaire)                                                                                        | 2003 год             |
|       | Почётная медаль Местных самоуправлений (фр. la Médaille d’honneur des collectivités locales)                                                                                    | 2003 год             |
|       | Памятная медаль «За кампанию» (фр. la Médaille commémorative) | 1996 год             |
|       | Почётная медаль Пожарной службы (фр. la Médaille d’honneur des sapeurs pompiers)                                                                                                | 8 июля 1998 года     |

## Отменённые награды
| Лента | Награда                                                                                              | Даты                                       |
| ----- | --- | ------------------------------------------ |
|       | Национальный орден Верхней Вольты (фр. l’Ordre national voltaïque)                                   | 29 июня 1961 года — 6 августа 1993 года    |
|       | Орден Заслуг Верхней Вольты (фр. l’Ordre du mérite voltaïque)                                        | 10 декабря 1959 года — 6 августа 1993 года |
| —     | Орден Золотой звезды Нахури (фр. l’Ordre de l'étoile d’or du Nahouri)                                | 14 марта 1985 года — 6 августа 1993 года   |
|       | Орден Факела Революции (фр. l’Ordre du flambeau de la Révolution)                                    | 14 марта 1985 года — 6 августа 1993 года   |
|       | Орден Красной звезды Сопротивления 17 мая (фр. l’Ordre de l’étoile rouge de la Résistance du 17 mai) | 14 марта 1985 года — 6 августа 1993 года   |
|       | Орден Трудовых заслуг ДНР (фр. l’Ordre du mérite du travail de la R.D.P)                             | 14 марта 1985 года — 6 августа 1993 года   |
|       | Крест Воинской доблести (фр. la Croix de la valeur militaire)                                        | 14 марта 1985 года — 6 августа 1993 года   |